# UEFA Women's Nations League 2023-2024 - Lega A
Questa voce raccoglie un approfondimento sulle gare della Lega A dell'UEFA Women's Nations League 2023-2024. La fase a gironi della Lega A si è disputata tra il 22 settembre e il 5 dicembre 2023, mentre la fase finale tra le quattro vincitrici dei gruppi si è disputata tra il 21 e il 28 febbraio 2024. La Spagna, che ha battuto in finale la Francia per 2-0, è diventata la prima squadra ad aggiudicarsi il torneo.

## Formato
Nella Lega A partecipano le 16 nazionali UEFA con il più alto ranking, suddivise in quattro gruppi da quattro. Ogni squadra giocherà sei partite nel proprio gruppo affrontando le altre tre squadre in casa e in trasferta in tre finestre a settembre, ottobre e novembre 2023. Le vincitrici dei quattro gruppi si qualificheranno alla fase finale. La competizione fungerà inoltre come una fase preliminare delle qualificazioni al campionato europeo 2025, che saranno strutturate anch'esse in leghe. Le quattro ultime classificate dei gruppi retrocederanno in Lega B nelle qualificazioni all'europeo 2025. Le terze classificate disputeranno dei play-off contro le seconde dei gruppi della Lega B. Le vincenti dei play-off parteciperanno alla Lega A nelle qualificazioni all'europeo 2025 mentre le perdenti parteciperanno alla Lega B.
La fase finale sarà strutturata in un formato a eliminazione diretta, che consisterà in semifinali in gara secca, finale per il terzo posto e finale. Un sorteggio determinerà gli accoppiamenti delle semifinali e le squadre che giocheranno in casa così come quali semifinaliste ospiteranno l'eventuale finale e finale per il terzo posto. Le migliori due squadre della fase finale (ad eccezione della Francia già qualificata come Paese ospitante) si qualificheranno per il torneo di calcio olimpico femminile di Parigi 2024.

## Squadre partecipanti
Le squadre sono state assegnate alla Lega A in base al ranking a conclusione della fase a gironi delle qualificazioni al mondiale 2023. Le urne per il sorteggio, composte da quattro squadre ciascuna, sono state anch'esse composte in base al ranking. L'unica restrizione applicata al sorteggio era quella delle cosiddette "sedi invernali": Svezia, Norvegia e Islanda non potevano essere tutte nello stesso gruppo.
| Squadra     | Rank |
| ----------- | ---- |
| Inghilterra | 1    |
| Germania    | 2    |
| Francia     | 3    |
| Svezia      | 4    |

| Squadra     | Rank |
| ----------- | ---- |
| Spagna      | 5    |
| Paesi Bassi | 6    |
| Norvegia    | 7    |
| Danimarca   | 8    |

| Squadra | Rank |
| ------- | ---- |
| Italia  | 9    |
| Belgio  | 10   |
| Austria | 11   |
| Islanda | 12   |

| Squadra    | Rank |
| ---------- | ---- |
| Svizzera   | 13   |
| Galles     | 15   |
| Portogallo | 16   |
| Scozia     | 17   |

## Gruppo 1

### Classifica
| Pos | Squadra     | Pt | G | V | N | P | GF | GS | DR  |
| --- | ----------- | -- | - | - | - | - | -- | -- | --- |
| 1   | Paesi Bassi | 12 | 6 | 4 | 0 | 2 | 14 | 6  | +8  |
| 2   | Inghilterra | 12 | 6 | 4 | 0 | 2 | 15 | 8  | +7  |
| 3   | Belgio      | 8  | 6 | 2 | 2 | 2 | 7  | 10 | -3  |
| 4   | Scozia      | 2  | 6 | 0 | 2 | 4 | 3  | 15 | -12 |

### Risultati
| Arbitro: | Frida Klarlund |

|                         |           |           |
| Detruyer 61’ Blom 90+3’ | Marcatori | 60’ Roord |

| Arbitro: | Maria Sole Ferrieri Caputi |

|                     |           |              |
| Bronze 39’ Hemp 45’ | Marcatori | 45+2’ Hanson |

| Arbitro: | Ivana Martinčić |

|                        |           |           |
| Martens 34’ Jansen 90’ | Marcatori | 64’ Russo |

| Arbitro: | Eleni Antoniou |

|              |           |             |
| Howard 90+3’ | Marcatori | 52’ Missipo |

| Arbitro: | Lina Lehtovaara |

|          |           |  |
| Hemp 13’ | Marcatori |  |

| Arbitro: | Ivana Projkovska |

|                                                 |           |  |
| Van de Donk 12’ Brugts 32’ Beerensteyn 52’, 71’ | Marcatori |  |

| Arbitro: | Esther Staubli |

|                                       |           |                      |
| De Neve 9’ Wullaert 45+6’, 85’ (rig.) | Marcatori | 38’ Bronze 44’ Kirby |

| Arbitro: | Jana Adámková |

|  |           |            |
|  | Marcatori | 60’ Brugts |

| Arbitro: | Olatz Rivera Olmedo |

|              |           |              |
| Detruyer 30’ | Marcatori | 34’ Cuthbert |

| Arbitro: | Tess Olofsson |

|                                  |           |                      |
| Stanway 59’ Hemp 61’ Toone 90+1’ | Marcatori | 12’, 35’ Beerensteyn |

| Arbitro: | Stéphanie Frappart |

|                                            |           |  |
| Beerensteyn 34’, 54’ Egurrola 90+1’, 90+5’ | Marcatori |  |

| Arbitro: | Alina Peşu |

|  |           |                                                                |
|  | Marcatori | 13’ Greenwood 38’, 39’ James 45+1’ Mead 49’ Kirby 90+3’ Bronze |

## Gruppo 2

### Classifica
| Pos | Squadra    | Pt | G | V | N | P | GF | GS | DR |
| --- | ---------- | -- | - | - | - | - | -- | -- | -- |
| 1   | Francia    | 16 | 6 | 5 | 1 | 0 | 9  | 1  | +8 |
| 2   | Austria    | 10 | 6 | 3 | 1 | 2 | 7  | 8  | -1 |
| 3   | Norvegia   | 5  | 6 | 1 | 2 | 3 | 9  | 8  | +1 |
| 4   | Portogallo | 3  | 6 | 1 | 0 | 5 | 5  | 13 | -8 |

### Risultati
| Arbitro: | Iuliana Demetrescu |

|           |           |              |
| Sævik 26’ | Marcatori | 72’ Campbell |

| Arbitro: | Tess Olofsson |

|                      |           |  |
| Geyoro 27’ Bacha 89’ | Marcatori |  |

| Arbitro: | Jelena Cvetković |

|  |           |           |
|  | Marcatori | 5’ Renard |

| Arbitro: | Ewa Augustyn |

|                                          |           |                        |
| Jacinto 38’ Costa 44’ (rig.), 69’ (rig.) | Marcatori | 32’ Maanum 58’ Terland |

| Arbitro: | Maria Sole Ferrieri Caputi |

|                            |           |                |
| Amado 63’ (aut.) Dunst 69’ | Marcatori | 90+6’ T. Pinto |

| Arbitro: | Rebecca Welch |

|          |           |                              |
| Lund 60’ | Marcatori | 23’ (aut.) Mjelde 69’ Renard |

| Arbitro: | Frida Klarlund |

|            |           |                          |
| Capeta 75’ | Marcatori | 72’ Pinther 77’ Campbell |

| Reims 31 ottobre 2023, ore 21:00 UTC+2 | Francia          | 0 – 0 referto | Norvegia | Stadio Auguste Delaune (13 121 spett.)\| Arbitro: \| Kateryna Monzul' \| |
| Arbitro:                               | Kateryna Monzul' |               |          |                                                                          |

| Arbitro: | Ivana Martinčić |

|                                         |           |  |
| Hegerberg 3’, 8’ (rig.), 49’ Haug 90+4’ | Marcatori |  |

| Arbitro: | Ewa Augustyn |

|                                   |           |  |
| Henry 5’ Le Sommer 57’ Katoto 84’ | Marcatori |  |

| Arbitro: | Marta Huerta de Aza |

|                            |           |             |
| Campbell 10’ Schiechtl 89’ | Marcatori | 90+4’ Sævik |

| Arbitro: | Ivana Projkovska |

|  |           |              |
|  | Marcatori | 90+4’ Geyoro |

## Gruppo 3

### Classifica
| Pos | Squadra   | Pt | G | V | N | P | GF | GS | DR  |
| --- | --------- | -- | - | - | - | - | -- | -- | --- |
| 1   | Germania  | 13 | 6 | 4 | 1 | 1 | 14 | 3  | +11 |
| 2   | Danimarca | 12 | 6 | 4 | 0 | 2 | 10 | 6  | +4  |
| 3   | Islanda   | 9  | 6 | 3 | 0 | 3 | 4  | 8  | -4  |
| 4   | Galles    | 1  | 6 | 0 | 1 | 5 | 4  | 15 | -11 |

### Risultati
| Arbitro: | Marta Huerta de Aza |

|                     |           |  |
| Vangsgaard 23’, 64’ | Marcatori |  |

| Arbitro: | Katalin Kulcsár |

|                  |           |  |
| Viggósdóttir 18’ | Marcatori |  |

| Arbitro: | Alina Peşu |

|                                             |           |  |
| Bühl 19’, 78’ Gwinn 35’ (rig.) Schüller 68’ | Marcatori |  |

| Arbitro: | Stéphanie Frappart |

|              |           |                                                            |
| Fishlock 51’ | Marcatori | 6’ (rig.), 11’, 90+1’ Harder 60’ Thøgersen 87’ Troelsgaard |

| Arbitro: | Monika Mularczyk |

|                                                                  |           |             |
| Schüller 25’, 47’ Gwinn 80’ (rig.) Roberts 86’ (aut.) Anyomi 88’ | Marcatori | 42’ Holland |

| Arbitro: | Ivana Martinčić |

|  |           |                |
|  | Marcatori | 71’ Vangsgaard |

| Arbitro: | Sandra Braz |

|                              |           |              |
| Vangsgaard 28’ Bredgaard 39’ | Marcatori | 72’ Fishlock |

| Arbitro: | Tess Olofsson |

|  |           |                             |
|  | Marcatori | 65’ (rig.) Gwinn 90+4’ Bühl |

| Arbitro: | Esther Staubli |

|              |           |                            |
| Hughes 90+4’ | Marcatori | 29’ (aut.) Ladd 79’ Zomers |

| Arbitro: | Maria Sole Ferrieri Caputi |

|                                  |           |  |
| Popp 14’ Hegering 26’ Bühl 90+3’ | Marcatori |  |

| Arbitro: | Catarina Campos |

|  |           |                     |
|  | Marcatori | 77’ Vilhjálmsdóttir |

| Swansea 5 dicembre 2023, ore 19:30 UTC+2 | Galles             | 0 – 0 referto | Germania | Swansea Stadium (5 982 spett.)\| Arbitro: \| Iuliana Demetrescu \| |
| Arbitro:                                 | Iuliana Demetrescu |               |          |                                                                    |

## Gruppo 4

### Classifica
| Pos | Squadra  | Pt | G | V | N | P | GF | GS | DR  |
| --- | -------- | -- | - | - | - | - | -- | -- | --- |
| 1   | Spagna   | 15 | 6 | 5 | 0 | 1 | 23 | 9  | +14 |
| 2   | Italia   | 10 | 6 | 3 | 1 | 2 | 8  | 5  | +3  |
| 3   | Svezia   | 7  | 6 | 2 | 1 | 3 | 8  | 10 | -2  |
| 4   | Svizzera | 3  | 6 | 1 | 0 | 5 | 2  | 17 | -15 |

### Risultati
| Arbitro: | Rebecca Welch |

|                         |           |                                                     |
| Eriksson 23’ Hurtig 82’ | Marcatori | 38’ del Castillo 77’ Navarro 90+6’ (rig.) Caldentey |

| Arbitro: | Lina Lehtovaara |

|  |           |            |
|  | Marcatori | 64’ Caruso |

| Arbitro: | Ivana Projkovska |

|  |           |                     |
|  | Marcatori | 14’ Rytting Kaneryd |

| Arbitro: | Monika Mularczyk |

|                                                       |           |  |
| L. García 15’ Bonmatí 45+1’, 49’ Gabarro 57’ Oroz 87’ | Marcatori |  |

| Arbitro: | Alina Peşu |

|  |           |             |
|  | Marcatori | 89’ Hermoso |

| Arbitro: | Riem Hussein |

|              |           |  |
| Eriksson 44’ | Marcatori |  |

| Arbitro: | Stéphanie Frappart |

|                |           |              |
| Sembrant 90+6’ | Marcatori | 57’ Giacinti |

| Arbitro: | Iuliana Demetrescu |

|             |           |                                                                                   |
| Pilgrim 69’ | Marcatori | 4’ Hernández 11’, 62’ (rig.) Putellas 56’ Méndez 72’, 89’ del Castillo 90+3’ Oroz |

| Arbitro: | Frida Klarlund |

|                 |           |  |
| Crnogorčević 6’ | Marcatori |  |

| Arbitro: | Eleni Antoniou |

|                               |           |                                       |
| del Castillo 12’ González 76’ | Marcatori | 46’ Giacinti 57’ Cambiaghi 64’ Linari |

| Arbitro: | Volha Blotskaya |

|                                     |           |  |
| Giugliano 31’ Salvai 48’ Caruso 85’ | Marcatori |  |

| Arbitro: | Kateryna Monzul' |

|                                                                |           |                                               |
| Paralluelo 11’ del Castillo 51’ Caldentey 78’, 89’ Benítez 81’ | Marcatori | 1’ Zigiotti Olme 14’ Asllani 29’ Blackstenius |

## Fase finale
Il sorteggio della fase finale si è svolto l'11 dicembre 2023.

### Tabellone
|  | Semifinali | Semifinali  | Semifinali |         |        | Finale          | Finale          | Finale          |  |
|  |            |             |            |         |        |                 |                 |                 |  |
|  | A4         | Spagna      | 3          |         |        |                 |                 |                 |  |
|  | A4         | Spagna      | 3          |         |        |                 |                 |                 |  |
|  | A1         | Paesi Bassi | 0          |         |        |                 |                 |                 |  |
|  | A1         | Paesi Bassi | 0          |         | Spagna | Spagna          | 2               |                 |  |
|  |            |             |            |         | Spagna | Spagna          | 2               |                 |  |
|  |            |             | Francia    | Francia | 0      |                 |                 |                 |  |
|  | A2         | Francia     | Francia    | Francia | 0      | 2               |                 |                 |  |
|  | A2         | Francia     |            |         |        | 2               |                 |                 |  |
|  | A3         | Germania    | 1          |         |        | Finale 3º posto | Finale 3º posto | Finale 3º posto |  |
|  | A3         | Germania    | 1          |         |        |                 |                 |                 |  |
|  |            |             |            |         |        |                 |                 |                 |  |
|  |            |             |            |         |        | Paesi Bassi     | Paesi Bassi     | 0               |  |
|  |            |             |            |         |        | Paesi Bassi     | Paesi Bassi     | 0               |  |
|  |            |             |            |         |        | Germania        | Germania        | 2               |  |

### Semifinali
| Arbitro: | Rebecca Welch |

|                                    |           |  |
| Hermoso 41’ Bonmatí 45’ Batlle 77’ | Marcatori |  |

| Arbitro: | Esther Staubli |

|                                  |           |                  |
| Diani 41’ Karchaoui 45+4’ (rig.) | Marcatori | 82’ (rig.) Gwinn |

### Finale 3º posto
| Arbitro: | Stéphanie Frappart |

|  |           |                       |
|  | Marcatori | 66’ Bühl 78’ Schüller |

### Finale
| Arbitro: | Tess Olofsson |

|                           |           |  |
| Bonmatí 32’ Caldentey 53’ | Marcatori |  |

## Statistiche

### Classifica marcatrici
6 reti
- Lineth Beerensteyn

5 reti
- Klara Bühl
- Athenea del Castillo

4 reti
- Amalie Vangsgaard
- Giulia Gwinn (2 rig.)
- Lea Schüller
- Aitana Bonmatí
- Mariona Caldentey (1 rig.)

3 reti
- Eileen Campbell
- Pernille Harder (1 rig.)
- Lucy Bronze
- Lauren Hemp
- Ada Hegerberg (1 rig.)

2 reti
- Marie Detruyer
- Tessa Wullaert (1 rig.)
- Grace Geyoro
- Wendie Renard
- Jessica Fishlock
- Lauren James
- Fran Kirby
- Arianna Caruso
- Valentina Giacinti
- Karina Sævik
- Esmee Brugts
- Damaris Egurrola
- Carole Costa (2 rig.)
- Jennifer Hermoso
- Maite Oroz
- Alexia Putellas
- Magdalena Eriksson

1 rete
- Barbara Dunst
- Viktoria Pinther
- Katharina Schiechtl
- Jassina Blom
- Laura De Neve
- Kassandra Missipo
- Sofie Bredgaard
- Frederikke Thøgersen
- Sanne Troelsgaard Nielsen
- Selma Bacha
- Kadidiatou Diani
- Amandine Henry
- Sakina Karchaoui (1 rig.)
- Marie-Antoinette Katoto
- Eugénie Le Sommer
- Ceri Holland
- Elise Hughes
- Nicole Anyomi
- Marina Hegering
- Alexandra Popp
- Alex Greenwood
- Bethany Mead
- Alessia Russo
- Georgia Stanway
- Ella Toone
- Glódís Perla Viggósdóttir
- Karólína Lea Vilhjálmsdóttir
- Dilja Zomers
- Michela Cambiaghi
- Manuela Giugliano
- Elena Linari
- Cecilia Salvai
- Marit Bratberg Lund
- Frida Leonhardsen Maanum
- Sophie Roman Haug
- Elisabeth Terland
- Renate Jansen
- Lieke Martens
- Jill Roord
- Daniëlle van de Donk
- Ana Capeta
- Andreia Jacinto
- Tatiana Pinto
- Erin Cuthbert
- Sophie Howard
- Kirsty Hanson
- Ona Batlle
- Fiamma Benítez
- Inmaculada Gabarro
- Lucía García
- Esther González
- Oihane Hernández
- María Méndez
- Eva Navarro
- Salma Paralluelo
- Kosovare Asllani
- Stina Blackstenius
- Lina Hurtig
- Johanna Rytting Kaneryd
- Linda Sembrant
- Julia Zigiotti Olme
- Ana-Maria Crnogorčević
- Alayah Pilgrim

1 autorete
- Hayley Ladd (a favore dell'Islanda)
- Rhiannon Roberts (a favore della Germania)
- Maren Mjelde (a favore della Francia)
- Catarina Amado (a favore dell'Austria)